# 大聖院 (宮島)
大聖院（だいしょういん）は広島県廿日市市宮島町にある真言宗御室派の大本山の寺院。山号は多喜山（たきざん、「滝山」とも）、多喜山大聖院水精寺（すいしょうじ）と号する。
宮島で最古の歴史を持つ寺院であり、厳島神社の別当寺として祭祀を司り、社僧を統括してきた寺院である。三鬼大権現を本尊とする。観音堂本尊の十一面観世音菩薩、勅願堂本尊の波切不動明王のほか、七福神、一願大師など数多くの仏像が安置されている。
大聖院は中国三十三観音第十四番札所、山陽花の寺二十四か寺第一番札所や、広島新四国八十八ヶ所霊場第八十七番札所でもあり、桜や紅葉の名所でもある。また、日本三大厄除け開運大師のうちの一つ。
摩尼殿への階段には摩尼車が多数設置され、また、弥山への登山ルート入り口に隣接すること、高台からの眺め、昔からの風情を残す周囲の街並みから、エンターテイメント性に富んだ寺院であると言える。
御詠歌：ひとのよの こころのやみを てらすなり ひじりのてらの のりのともしび

## 歴史
当院の草創については定かでない。伝承では、大同元年（806年）に空海が宮島に渡り、弥山（みせん）の上で修行し開基したといい、鳥羽天皇勅命の祈願道場となったという。ただし、空海と宮島の結びつきは、史実としては確認できない。
古くは「水精寺」と称し、安元3年（1177年）の「伊都岐島水精寺勤行日記注進状案」及び同年の「太政官牒案」に「水精寺」と見えるのが文献上の初見である。従来の説では、この頃の水精寺は宮島島内ではなく、対岸の本州側にあったと考えられている。
ただ近年、弥山の本堂周辺から、奈良-平安時代頃の緑釉陶器や仏鉢などの遺物が採集されており、水精寺は古代から宮島島内にあったのではないか、とする指摘もある。
1887年（明治20年）の火災で大部分の堂宇を焼失し、現在ある堂宇はその後整備されたものである。

### 近代以降
- 1885年（明治18年）7月31日、明治天皇が厳島神社行幸で行在所に充てる。
- 1906年（明治39年）、伊藤博文の寄進により弥山登山道の大修理が完成。
- 1991年（平成3年）9月27日、台風19号で弥山、本坊共に大被害を受ける。
- 1998年（平成10年）10月10日、復旧の慶讃大法要を勤修。
- 2006年（平成18年）11月3日、宮島・弥山の開創1200年を記念してダライ・ラマ14世による弥勒菩薩の開眼法要が営まれた。

## 伽藍
厳島神社近くに本坊があり、ここには仁王門、御成門、勅願堂、観音堂、摩尼殿、大師堂、霊宝館など多くの堂宇がある。大師堂地下には人工洞窟の遍照窟があり、四国八十八箇所霊場の砂を敷いた砂踏み道場になっている。境内には至るところに小仏像が祀られ、独特の景観を見せている。

弥山山頂付近にも大聖院所属の堂宇があり、こちらには弥山本堂、大日堂、霊火堂、三鬼堂などがある。霊火堂は2005年に火災で焼失し、翌年再建された。弥山本堂（本尊：虚空蔵菩薩）は広島新四国八十八ヶ所霊場第八十八番札所である。

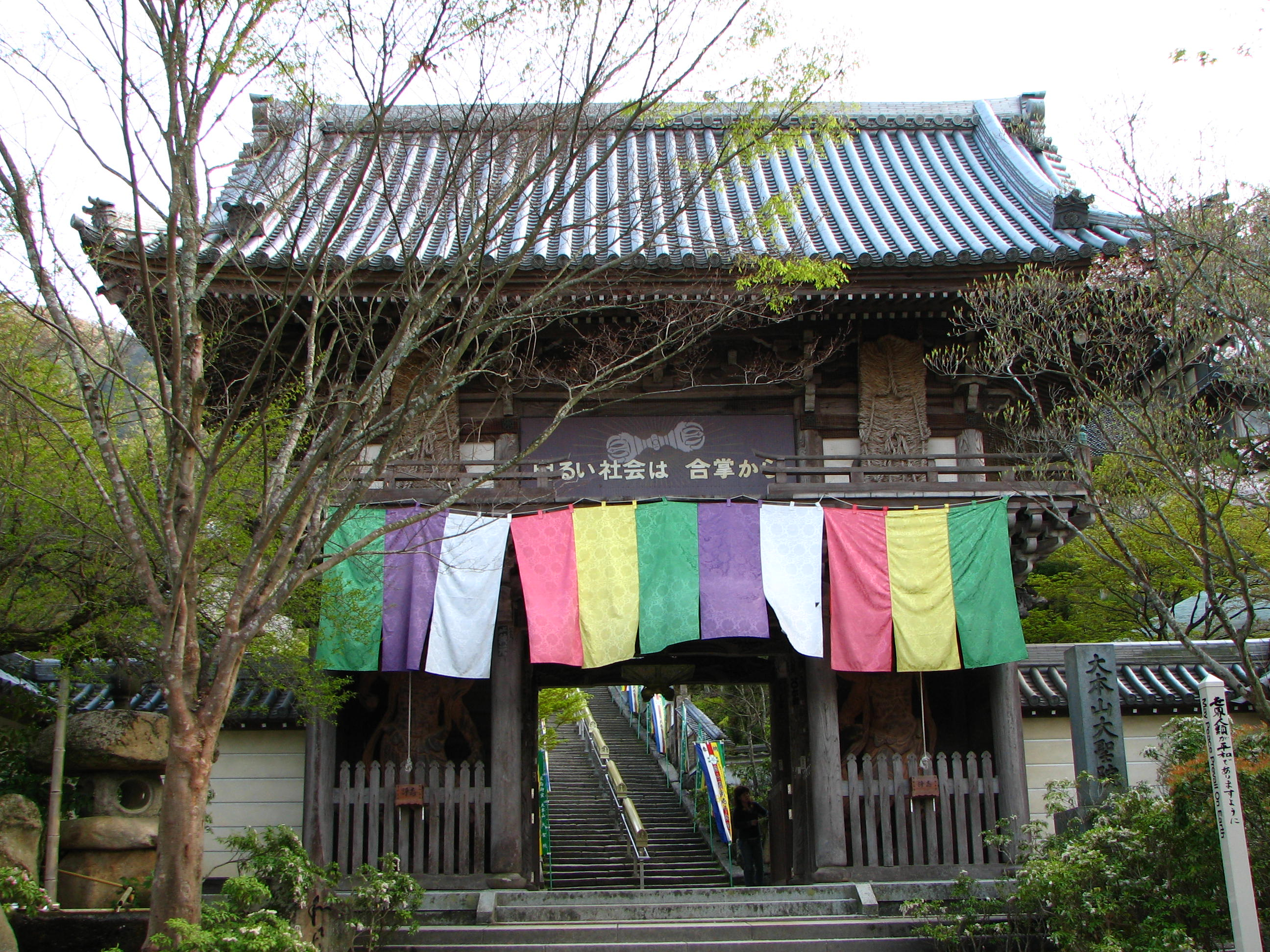
仁王門
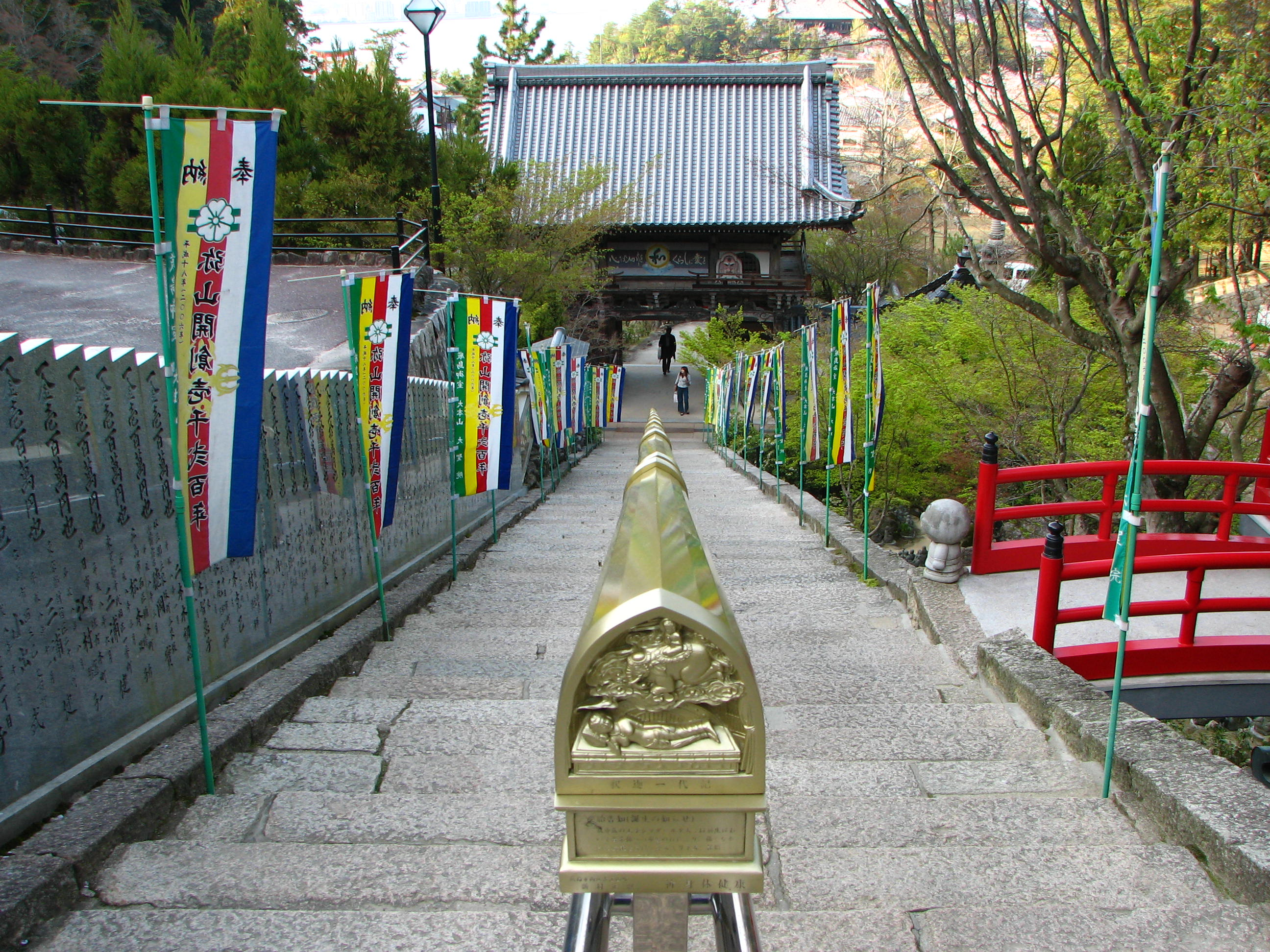
大聖院参道
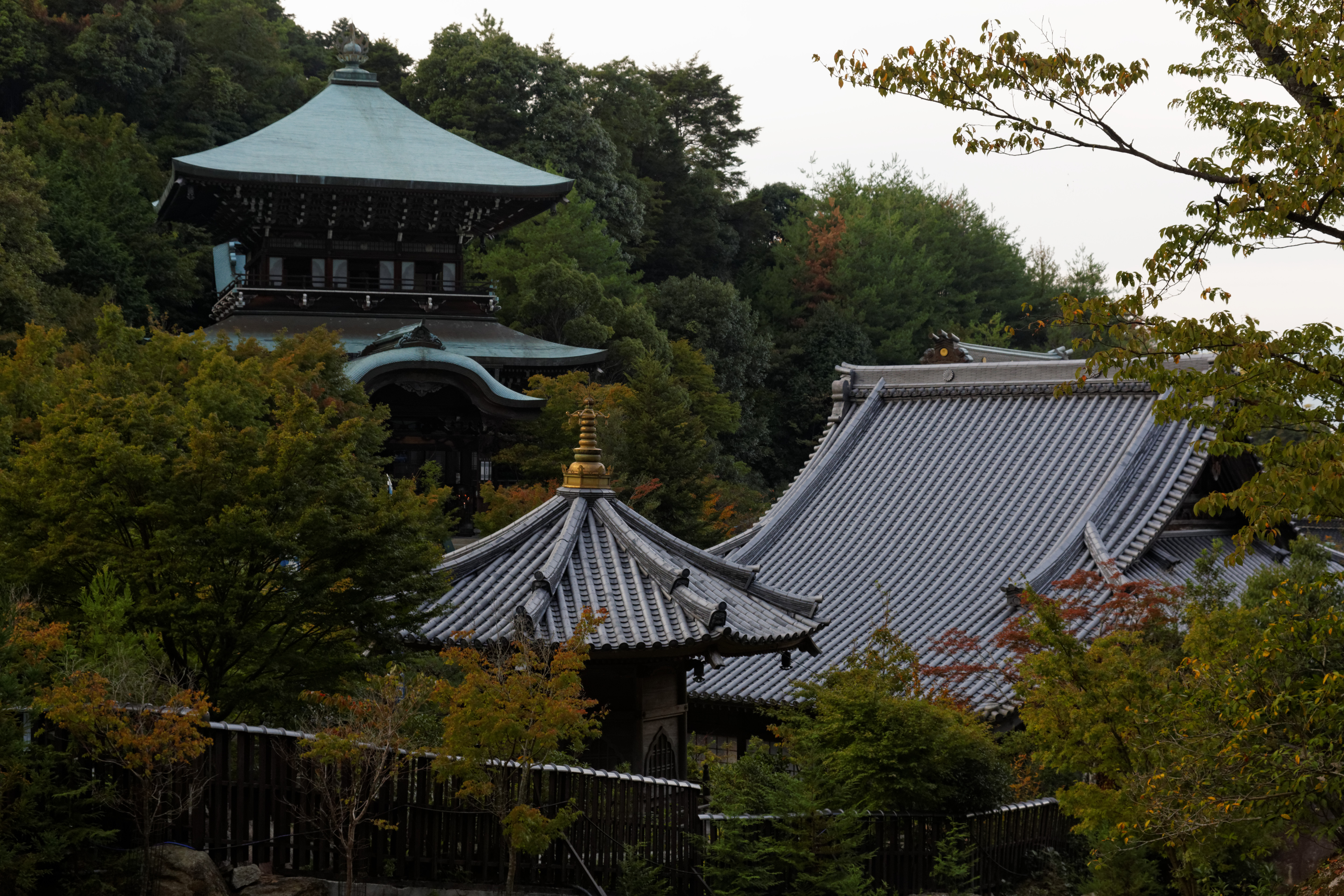
大聖院境内
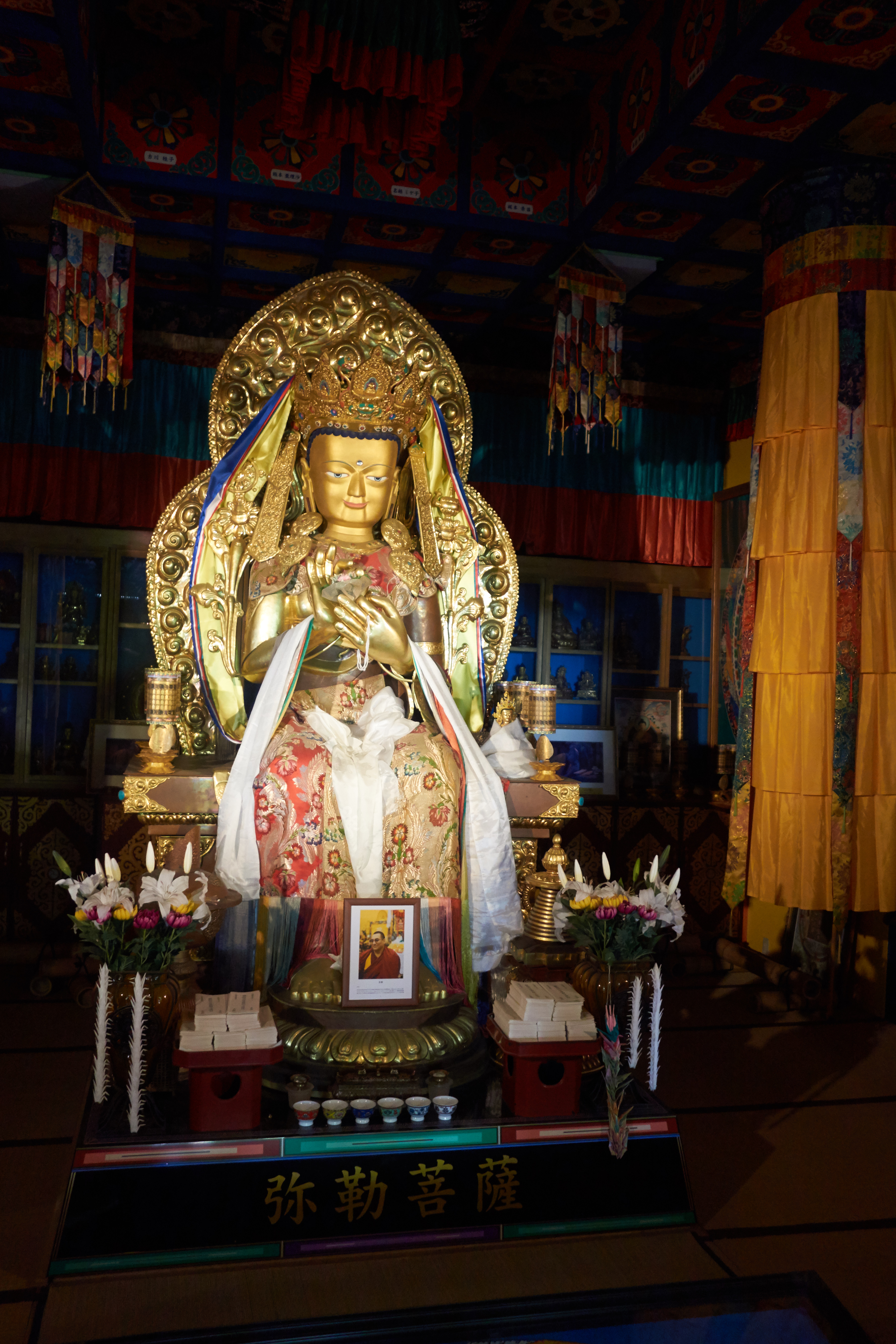
観音堂内部、弥勒菩薩像
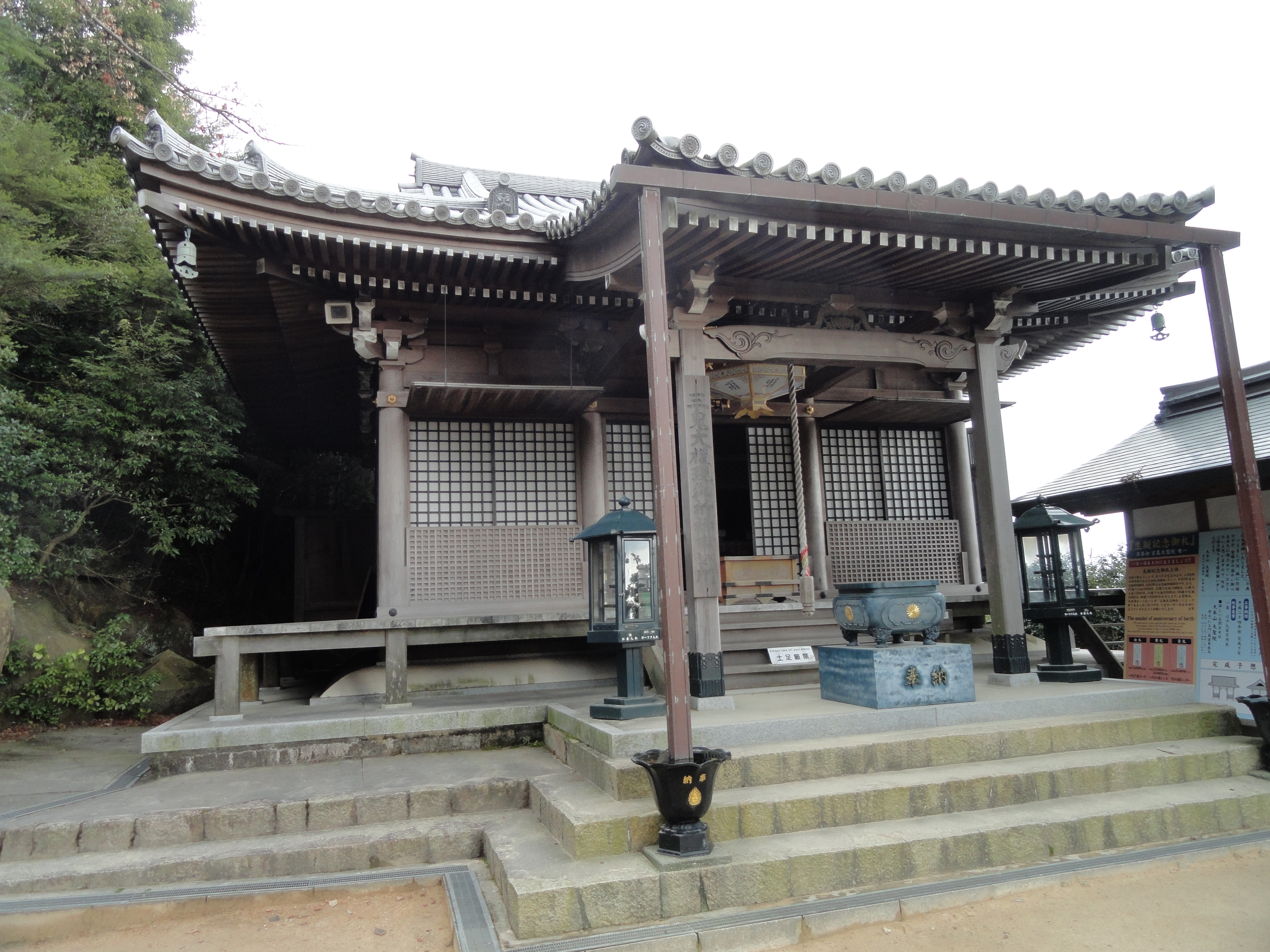
三鬼堂
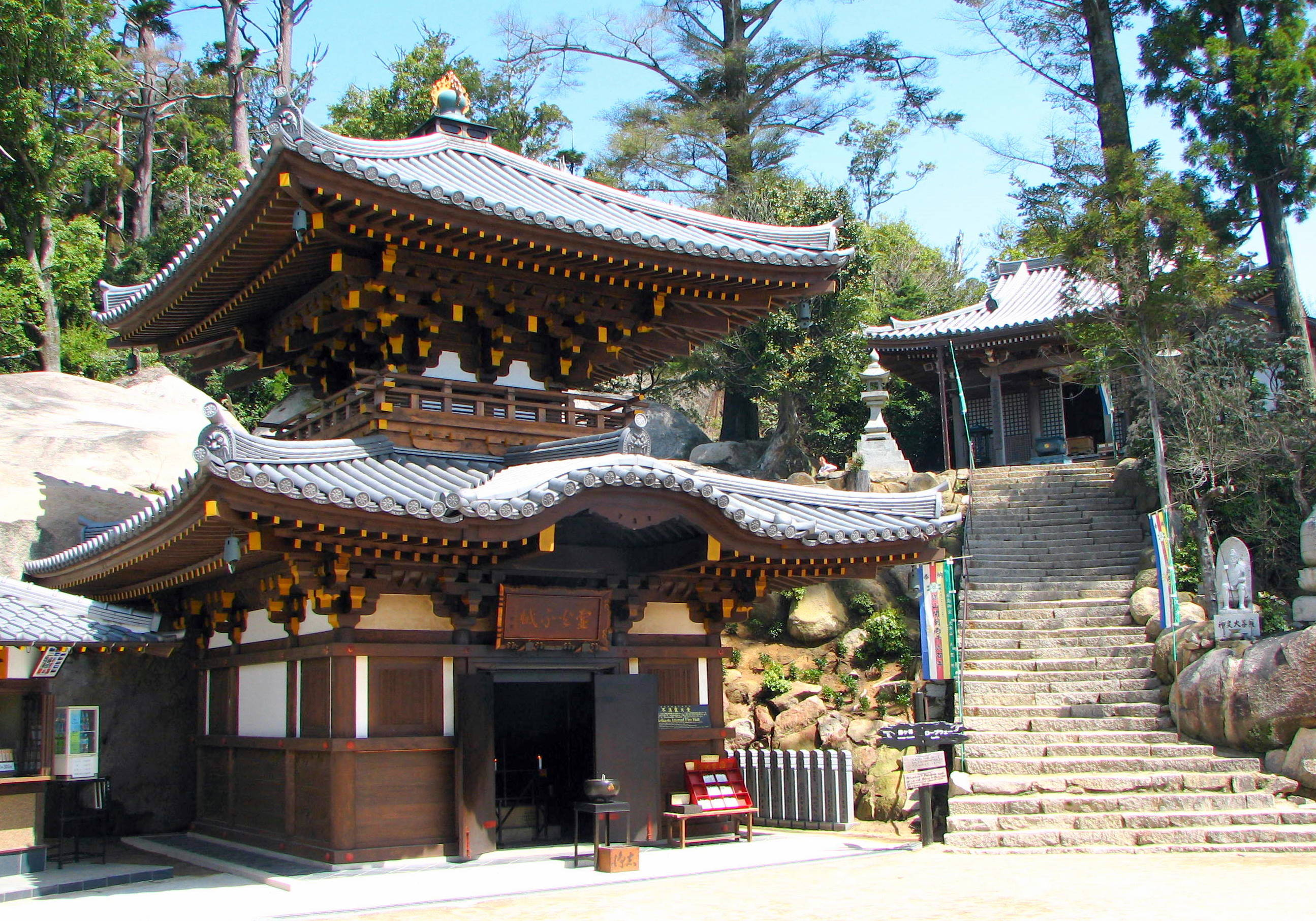
霊火堂

## 文化財
重要文化財
- 梵鐘 - 治承元年（1177年）、平宗盛が寄進した旨の銘があるが、この銘は後刻と認められている。ただし、鐘自体は平安時代にさかのぼるものである。撞座の位置が高い点、最上部の竜頭が撞座と撞座を結んだ線と直交するように取り付けられている点などは古い鐘に見られる要素である。
- 木造不動明王坐像 - 像高98.7cmの一木造。平安時代中期、10世紀後半の作と推定される。1920年（大正9年）、仁和寺真乗院から移されたものである。

## 行事
- 1月1日 - 3日：新年初祈祷祭
- 2月3日：厄除開運星まつり（節分会）
- 4月15日：春季大祭
- 8月10日：四万八千日観音大祭
- 11月15日：秋季大祭

## 交通アクセス
- 山陽本線「宮島口駅」または「広電宮島口駅」から「宮島口桟橋」 - 船約10分 - 「宮島桟橋」下船、徒歩20分

## 前後の札所
中国三十三観音霊場
13 三瀧寺 -- 14 大聖院 -- 特別霊場 般若寺
山陽花の寺二十四か寺
24 観音寺 -- 1 大聖院 -- 2 二井寺

## 周辺
- 大願寺
- 厳島神社
- 宮島水族館
- 弥山